# Park De Haan
Park De Haan is een vakantiepark in de Belgische badplaats De Haan, dat sinds 2020 in handen van de keten Center Parcs is.

## Geschiedenis

### Opening en eerste overname door Center Parcs
Het park werd in 1989 geopend als tweede park van de vakantiepark-keten Sunparks als Sunparks De Haan. In 2007 kwam het in handen van de Pierre & Vacances Center Parcs Group en twee jaar later kreeg het de naam Sunparks De Haan aan zee. In 2008 kreeg het park een uitbreiding met de bouw van 62 zogenaamde Lake Side villa's.
Omwille van de tweemerkenstrategie kreeg het park in 2011 als enige van de vier oorspronkelijke parken van Sunparks de merknaam Center Parcs. Op 4 januari 2013, amper twee jaar later, werd Center Parcs Park De Haan weer Sunparks De Haan aan zee. De directie verduidelijkte de naamswijziging met het gegeven dat de meeste mensen toch Sunparks bleven zeggen. Ook was het park minder sterk uitgebouwd dan andere Center Parcs-parken wat een verstoord verwachtingspatroon veroorzaakte.

### Tweede overname door Center Parcs
Eind 2018 geraakte bekend dat het park na een renovatie opnieuw een Center Parcs-park zou worden. Zo werd onder andere de koepel van het subtropisch zwemparadijs vernieuwd en kreeg het park een wildwaterbaan. In totaal werd er 38 miljoen euro geïnvesteerd. Het park werd geopend als Park De Haan op 1 mei 2020. Door de coronapandemie die op dat moment heerste, werden de eerste gasten echter pas op 8 juni 2020 ontvangen.

## Faciliteiten
Het park telt 519 bungalows, die voor de opening in 2020 zijn gerenoveerd. Er bestaan drie luxeniveaus: Comfort, Premium en VIP.
Park De Haan heeft onder andere de volgende centrale faciliteiten:
- Market Dome: met supermarkt, winkeltjes, restaurants.
- Aqua Mundo: met een golfslagbad, wildwaterbaan, stroomversnelling, verschillende glijbanen, buitenbad, bubbelbaden en een kindergedeelte.
- Baluba: een indoor speelwereld

In 2019 had De Haan aan zee een personeelsbestand van 560 personen. Dit zou worden uitgebreid naar 700 personen na de officiële opening als een Center Parcs-park